# 初山別村

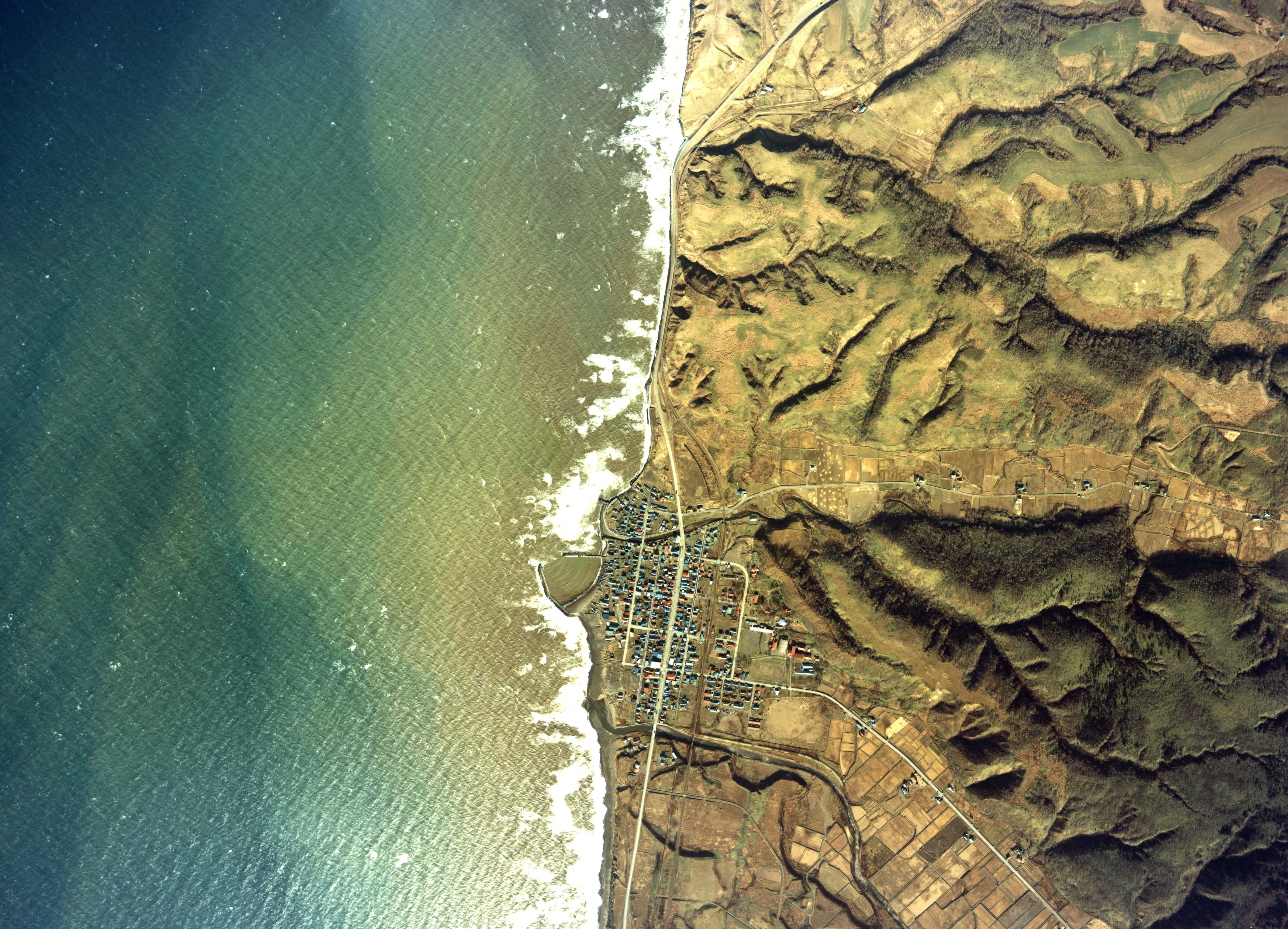
初山別村中心部周辺の空中写真。1977年撮影の2枚を合成作成。
。

初山別村（しょさんべつむら）は、北海道の北西部（道北地方の日本海側沿岸）、留萌振興局管内の中部にある苫前郡の村で、留萌振興局管内唯一の村である。日本最北の天文台であるしょさんべつ天文台が置かれる。

## 地理
村内には7つの集落があり、南部地区（有明、栄）・中部地区（初山別、千代田）・北部地区（豊岬、明里、共成）の3地区に分けられる。中心地は中部地区で公共施設が集まっており、他に有明（ありあけ）と豊岬（とよさき）が拠点集落となっている。
- 主な河川：風連別川、初山別川、茂築別川

### 隣接している自治体
- 留萌振興局
  - 苫前郡：羽幌町
  - 天塩郡：遠別町

### 人口
| |                                          |  |
| 初山別村と全国の年齢別人口分布（2005年） | 初山別村の年齢・男女別人口分布（2005年） |  |
| ■紫色 ― 初山別村 ■緑色 ― 日本全国 | ■青色 ― 男性 ■赤色 ― 女性                |  |
| 初山別村（に相当する地域）の人口の推移 \| 1970年（昭和45年） \| 3,512人 \| \| \| 1975年（昭和50年） \| 2,712人 \| \| \| 1980年（昭和55年） \| 2,444人 \| \| \| 1985年（昭和60年） \| 2,237人 \| \| \| 1990年（平成2年） \| 2,057人 \| \| \| 1995年（平成7年） \| 1,928人 \| \| \| 2000年（平成12年） \| 1,764人 \| \| \| 2005年（平成17年） \| 1,511人 \| \| \| 2010年（平成22年） \| 1,372人 \| \| \| 2015年（平成27年） \| 1,217人 \| \| \| 2020年（令和2年） \| 1,080人 \| \| |                                          |  |
| 総務省統計局 国勢調査より |                                          |  |
| 1970年（昭和45年） | 3,512人                                  |  |
| 1975年（昭和50年） | 2,712人                                  |  |
| 1980年（昭和55年） | 2,444人                                  |  |
| 1985年（昭和60年） | 2,237人                                  |  |
| 1990年（平成2年） | 2,057人                                  |  |
| 1995年（平成7年） | 1,928人                                  |  |
| 2000年（平成12年） | 1,764人                                  |  |
| 2005年（平成17年） | 1,511人                                  |  |
| 2010年（平成22年） | 1,372人                                  |  |
| 2015年（平成27年） | 1,217人                                  |  |
| 2020年（令和2年） | 1,080人                                  |  |

### 消滅集落
2015年の国勢調査によれば、以下の集落は調査時点で人口0人の消滅集落となっている。
- 初山別村 - 字大沢

## 気候
ケッペンの気候区分によると、初山別村は湿潤大陸性気候に属する。寒暖の差が大きく気温の年較差、日較差が大きい顕著な大陸性気候である。降雪量が多く、周辺の自治体と同様に特別豪雪地帯に指定されている。
| 初山別（1991年 - 2020年）の気候    | 初山別（1991年 - 2020年）の気候 | 初山別（1991年 - 2020年）の気候 | 初山別（1991年 - 2020年）の気候 | 初山別（1991年 - 2020年）の気候 | 初山別（1991年 - 2020年）の気候 | 初山別（1991年 - 2020年）の気候 | 初山別（1991年 - 2020年）の気候 | 初山別（1991年 - 2020年）の気候 | 初山別（1991年 - 2020年）の気候 | 初山別（1991年 - 2020年）の気候 | 初山別（1991年 - 2020年）の気候 | 初山別（1991年 - 2020年）の気候 | 初山別（1991年 - 2020年）の気候 |
| 月                                 | 1月                             | 2月                             | 3月                             | 4月                             | 5月                             | 6月                             | 7月                             | 8月                             | 9月                             | 10月                            | 11月                            | 12月                            | 年                              |
| ---------------------------------- | ------------------------------- | ------------------------------- | ------------------------------- | ------------------------------- | ------------------------------- | ------------------------------- | ------------------------------- | ------------------------------- | ------------------------------- | ------------------------------- | ------------------------------- | ------------------------------- | ------------------------------- |
| 最高気温記録 °C （°F）             | 8.2 (46.8)                      | 11.5 (52.7)                     | 17.5 (63.5)                     | 24.6 (76.3)                     | 27.4 (81.3)                     | 32.8 (91)                       | 33.2 (91.8)                     | 33.8 (92.8)                     | 32.0 (89.6)                     | 24.0 (75.2)                     | 19.4 (66.9)                     | 12.3 (54.1)                     | 33.8 (92.8)                     |
| 平均最高気温 °C （°F）             | −1.5 (29.3)                     | −1.0 (30.2)                     | 2.7 (36.9)                      | 8.9 (48)                        | 15.0 (59)                       | 18.9 (66)                       | 22.8 (73)                       | 24.2 (75.6)                     | 21.2 (70.2)                     | 14.9 (58.8)                     | 7.4 (45.3)                      | 1.0 (33.8)                      | 11.2 (52.2)                     |
| 日平均気温 °C （°F）               | −4.6 (23.7)                     | −4.4 (24.1)                     | −0.6 (30.9)                     | 5.1 (41.2)                      | 10.6 (51.1)                     | 14.9 (58.8)                     | 19.0 (66.2)                     | 20.2 (68.4)                     | 16.7 (62.1)                     | 10.9 (51.6)                     | 4.2 (39.6)                      | −1.8 (28.8)                     | 7.5 (45.5)                      |
| 平均最低気温 °C （°F）             | −8.7 (16.3)                     | −9.1 (15.6)                     | −4.8 (23.4)                     | 0.7 (33.3)                      | 5.9 (42.6)                      | 10.8 (51.4)                     | 15.2 (59.4)                     | 16.3 (61.3)                     | 12.1 (53.8)                     | 6.4 (43.5)                      | 0.8 (33.4)                      | −5.0 (23)                       | 3.4 (38.1)                      |
| 最低気温記録 °C （°F）             | −25.4 (−13.7)                   | −27.7 (−17.9)                   | −24.2 (−11.6)                   | −8.7 (16.3)                     | −3.2 (26.2)                     | −0.3 (31.5)                     | 5.3 (41.5)                      | 5.8 (42.4)                      | 2.3 (36.1)                      | −3.2 (26.2)                     | −10.6 (12.9)                    | −20.8 (−5.4)                    | −27.7 (−17.9)                   |
| 降水量 mm （inch）                 | 56.7 (2.232)                    | 43.1 (1.697)                    | 46.5 (1.831)                    | 49.2 (1.937)                    | 72.2 (2.843)                    | 64.9 (2.555)                    | 128.8 (5.071)                   | 136.1 (5.358)                   | 135.9 (5.35)                    | 143.6 (5.654)                   | 135.3 (5.327)                   | 87.6 (3.449)                    | 1,109.6 (43.685)                |
| 降雪量 cm （inch）                 | 191 (75.2)                      | 148 (58.3)                      | 102 (40.2)                      | 11 (4.3)                        | 0 (0)                           | 0 (0)                           | 0 (0)                           | 0 (0)                           | 0 (0)                           | 0 (0)                           | 43 (16.9)                       | 164 (64.6)                      | 658 (259.1)                     |
| 平均降水日数 （≥1.0 mm）           | 15.8                            | 12.3                            | 11.2                            | 9.2                             | 10.2                            | 9.0                             | 10.8                            | 10.9                            | 12.2                            | 16.0                            | 17.8                            | 16.9                            | 153.1                           |
| 平均月間日照時間                   | 51.2                            | 75.8                            | 137.3                           | 175.6                           | 199.5                           | 177.3                           | 170.4                           | 177.4                           | 175.5                           | 123.8                           | 52.0                            | 31.4                            | 1,543.9                         |
| 出典1：Japan Meteorological Agency |                                 |                                 |                                 |                                 |                                 |                                 |                                 |                                 |                                 |                                 |                                 |                                 |                                 |
| 出典2：気象庁                      |                                 |                                 |                                 |                                 |                                 |                                 |                                 |                                 |                                 |                                 |                                 |                                 |                                 |

## 村名の由来
アイヌ語に由来するが諸説ある。
村の公式見解は「ソウサンベツ（滝が・そこで・流れ出ている・川）」となっているが、道アイヌ施策推進室による「アイヌ語地名リスト」では、山田秀三による解釈「ソエサンペッ（so-e-san-pet）」（滝が・そこで・流れ出ている・川）を掲載したうえで、幕末・明治の探検家松浦武四郎が同地について「ソウサンベツ。滝落ちる義なり」と著述していることから「ソサンペッ（so-san-oet）」（滝・下る・川）説ではないか、との見解も掲載している。
この他、永田方正は「スサㇺペッ（susam-pet）」（シシャモ・川）説を出していたが、この説は疑問視されている。また、1973年に日本国有鉄道北海道総局が発行した『北海道 駅名の起源』では羽幌線初山別駅の由来について、「シュシュ・サム・ペッ〔ママ〕」（ヤナギ原の近くの川）ではないか、とする見解を掲載している。

## 沿革
- 1781年（天明元年）：同年記された『松前史』に「モロクベツ・シュシャベツ・フラレベツ・オタコベツ」の地名が記される[5]。
- 1880年（明治13年）：苫前戸長役場の管轄となる[5]。
- 1894年（明治27年）2月3日：羽幌戸長役場の管轄となる[5]。
- 1900年（明治33年）6月7日：初山別村戸長役場を創設（開基）[5]。
- 1909年（明治42年）4月1日：二級町村制施行、苫前郡初山別村[5]。
- 1941年（昭和16年）：村内に9字（有明、栄、初浦、千代田、豊岬、明里、大沢、共成、御料）が成立。
- 1965年：字・初浦を字・初山別に改称。
- 1989年（平成元年）：しょさんべつ天文台を開設。

### 行政
1971年以降、2023年の第20回統一地方選挙まで13回連続で（52年間）、村長選が無投票となっている。

## 経済
主要産業は漁業。農業や酪農もあり、新規就農者支援事業を2006年度から開始する。
特産品の農産物にはハスカップ、ミニトマトなどがあり、ジャムやシロップ、ワインなどハスカップの加工品も製造。海産物はフグやタコがあがり、天然フグの骨をダシに使用したそばつゆが特産品として考案されている。北るもい漁協加工場（初山別）では、ぬかニシン・ぬかホッケ・酢イカなどを製造・販売する。

### 農協・漁協
- るもい農業協同組合（JAるもい）初山別支所
- 北るもい漁業協同組合初山別支所

### 金融機関
- 留萌信用金庫初山別支店

### 郵便局
- 初山別郵便局（集配局）
- 豊岬郵便局
- 有明郵便局

## 公共機関

### 警察
- 北海道旭川方面羽幌警察署
  - 初山別駐在所

### 消防
- 北留萌消防組合消防署
  - 初山別支署

## 教育

### 中学校
- 初山別中学校

### 小学校
- 初山別小学校

#### 閉校した小学校
- 大沢小学校（1969年3月31日閉校）
- 栄小学校（1972年3月31日閉校）
- 東山小学校（1978年3月31日閉校）
- 有明小学校（2010年3月31日閉校）
- 豊岬小学校（2014年3月31日閉校）
- 豊岬小学校明里分校

### その他
- 初山別学園（更生施設）
- 風連別学園（授産施設）

## 交通

### 空港
- 稚内空港（稚内市）
- 旭川空港（東神楽町）

### 鉄道
現在、村内を通る鉄道は存在しない。かつては国鉄羽幌線が村内を通っていたが、1987年に廃止された。村内には、天塩有明駅、天塩栄駅、初山別駅、豊岬駅、天塩大沢駅、共成駅があった。

### バス
- 沿岸バス
  - 　一般路線バス（豊富羽幌線および幌延留萌線／旧国鉄羽幌線代替バス）
  - 　高速乗合バス（特急はぼろ号）

### 道路
- 一般国道
  - 国道232号
- 都道府県道
  - 北海道道448号千代田初山別停車場線
  - 北海道道612号築別天塩有明停車場線
  - 北海道道708号有明天塩有明停車場線

### 道の駅
- ☆ロマン街道しょさんべつ

※直売所、喫茶 北極星

## 名所・旧跡・観光スポット・祭事・催事

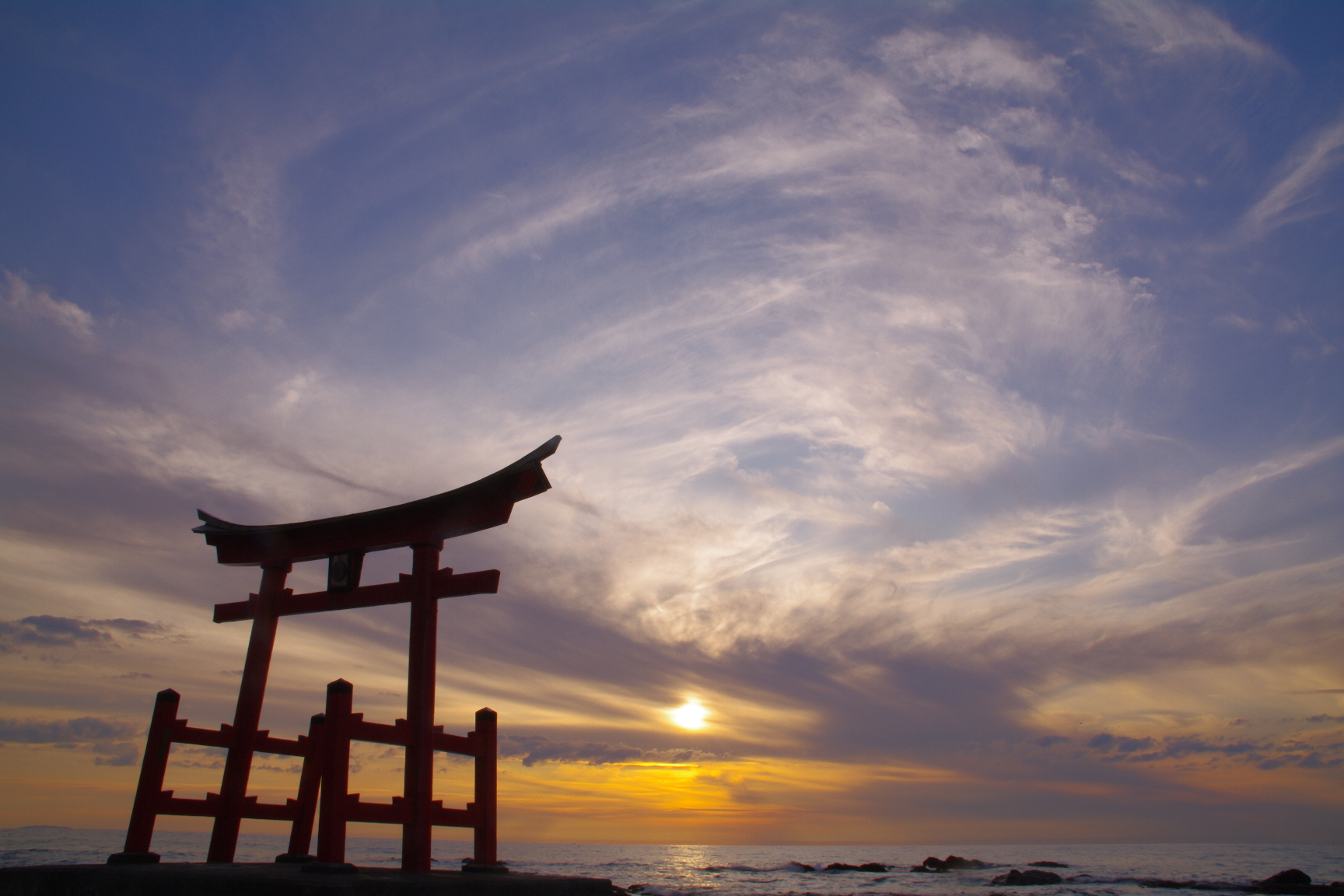
夕日と金比羅神社の鳥居

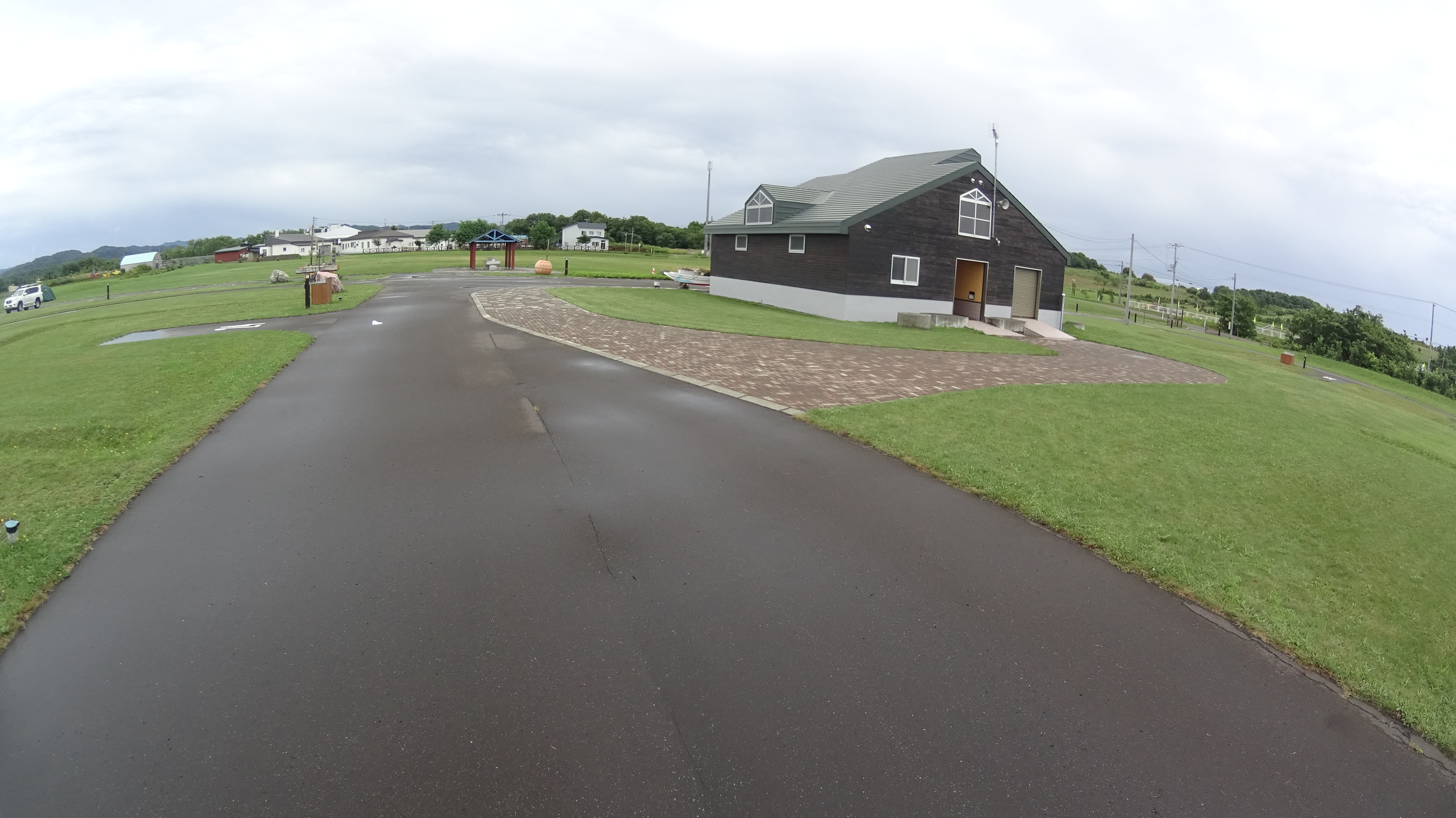
初山別みさき台公園キャンプ場

### 村の文化財
- 有明獅子舞 - 初山別村郷土民芸保存会

2016年に地域おこし協力隊の呼びかけにより有明獅子舞有志の会を立ち上げ、毎年9月14日に奉納を開催している。

### 観光
- みさき台公園（道の駅☆ロマン街道しょさんべつ併設）
- しょさんべつ天文台
- 自然交流センター
- 金比羅神社
- 有明ダム
- 東山樹園
- 初山別温泉

### ご当地グルメ
初山別天然真ふぐ照り焼き丼
特産であるマフグを用いた照り焼き丼。2009年3月18日に道の駅☆ロマン街道しょさんべつ併設の「岬センター」、村内の「○天（まるてん）食堂」の2店で提供を開始した。

## 関連する文芸作品
- 高村薫『晴子情歌』（新潮社、2002年）

## 出身有名人
- 山本兵吉 - 猟師
- 梅沢民雄 - 洋画家
- 佐藤郁夫 - 経営学者
- 宮本勇人 - 脚本家、演出家

## ロケ地
- ドラマ『白線流し』ロケ地（みさき台公園一帯ほか）
- 映画『羆嵐』ロケ地（初山別）
- ドキュメント『ドキュメント72時間』「冬の北海道 村のコンビニで」ロケ地（セイコーマート初山別店）[10]